# BSC Stubai
Der BSC Stubai ist ein österreichischer Sportverein mit den Sparten Bob- und Skeletonsport.
Der BSC Stubai wurde am 8. April 1975 in Schönberg gegründet. Initiator war Helmut Saischek, der sich als hierarchisch vierter Pilot beim zu der Zeit wichtigsten Bobsport-Verein Österreichs, dem BC Igls, nicht ausreichend unterstützt sah. Zu den weiteren Gründungsmitgliedern gehörten Reinhold Saischek, Heinz Krenn, Jochen Reiter, Ernst Schützenauer, Kurt Entholzer, Franz Paulweber und Gerri Schmid. Bob- und Skeletonsport sollten im Verein zudem gleichrangig angeboten werden. Erfolge konnte er bisher vor allem im Skeletonbereich erreichen, wo er der erfolgreichste Verein Österreichs wurde. Zum derzeitigen Trainerstab gehört der mehrfache italienische Skeleton-Meister Renato Bussola.
Seit seiner Gründung brachte der Verein mehrere Olympiateilnehmer sowie Teilnehmer an Welt- und Europameisterschaften hervor. Aktuell gehören die Nationalkaderathleten Markus Penz und Janine Flock sowie Carina Mair zum Verein. Frühere Athleten sind unter anderem Martin Brugger. Größter Erfolg in der Vereinsgeschichte war der Gewinn der olympischen Silbermedaille durch Martin Rettl bei den Olympischen Spielen 2002 in Salt Lake City. Bei den Olympischen Jugend-Winterspielen 2012 in Innsbruck gewannen Carina Mair im Skeleton sowie Benjamin Maier und Robert Ofensberger im Zweierbob Silbermedaillen.